# Jordan Barrera
Jordan Andrés Barrera Herrera (Soledad, Atlántico, Colombia, 11 de abril de 2006) es un futbolista colombiano. Juega como centrocampista y su equipo actual es el Botafogo de la Campeonato Brasileño de Serie A.

## Trayectoria

### Junior de Barranquilla
El 13 de mayo de 2023 debutó como profesional a la edad de 17 años en el empate 0-0 entre Junior y Deportivo Pereira en el marco de la fecha 19 de la liga Colombiana.
El 24 de julio de 2025, Jordan Barrera fue presentado oficialmente como nuevo jugador del Botafogo.

## Estadísticas

### Clubes
| Club                          | Div.          | Temporada     | Liga  | Liga  | Liga   | Copa  | Copa  | Copa   | Internacional | Internacional | Internacional | Total | Total | Total  |
| Club                          | Div.          | Temporada     | Part. | Goles | Asist. | Part. | Goles | Asist. | Part.         | Goles         | Asist.        | Part. | Goles | Asist. |
| ----------------------------- | ------------- | ------------- | ----- | ----- | ------ | ----- | ----- | ------ | ------------- | ------------- | ------------- | ----- | ----- | ------ |
| Junior · Colombia             | 1.ª           | 2023          | 1     | 0     | 0      | -     | -     | -      | -             | -             | -             | 1     | 0     | 0      |
| Junior · Colombia             | 1.ª           | 2025          | 14    | 1     | 2      | -     | -     | -      | 1             | 0             | 0             | 15    | 1     | 2      |
| Junior · Colombia             | Total club    | Total club    | 15    | 1     | 2      | 0     | 0     | 0      | 1             | 0             | 0             | 16    | 1     | 2      |
| Barranquilla F. C. · Colombia | 2.ª           | 2023          | 12    | 1     | 1      | -     | -     | -      | -             | -             | -             | 12    | 1     | 1      |
| Barranquilla F. C. · Colombia | 2.ª           | 2024          | 27    | 2     | 2      | 2     | 1     | 0      | -             | -             | -             | 29    | 3     | 2      |
| Barranquilla F. C. · Colombia | Total club    | Total club    | 39    | 3     | 3      | 2     | 1     | 0      | 0             | 0             | 0             | 41    | 4     | 3      |
| Botafogo · Brasil             | 1.ª           | 2025          | 1     | 0     | 0      | -     | -     | -      | -             | -             | -             | 1     | 0     | 0      |
| Botafogo · Brasil             | Total club    | Total club    | 1     | 0     | 0      | 0     | 0     | 0      | 0             | 0             | 0             | 1     | 0     | 0      |
| Total carrera                 | Total carrera | Total carrera | 55    | 4     | 5      | 2     | 1     | 0      | 1             | 0             | 0             | 58    | 5     | 5      |

### Selección
| Selección         | Año   | Amistosos | Amistosos | Amistosos | Mundial | Mundial | Mundial | Continental | Continental | Continental | Total | Total | Total |
| Selección         | Año   | Part.     | Goles     | Asis.     | Part.   | Goles   | Asis.   | Part.       | Goles       | Asis.       | Part. | Goles | Asis. |
| ----------------- | ----- | --------- | --------- | --------- | ------- | ------- | ------- | ----------- | ----------- | ----------- | ----- | ----- | ----- |
| Sub-17 · Colombia | 2022  | —         | —         | —         | —       | —       | —       | 2           | 0           | 0           | 2     | 0     | 0     |
| Sub-17 · Colombia | 2023  | 2         | 1         | 0         | —       | —       | —       | 4           | 0           | 0           | 6     | 1     | 0     |
| Sub-17 · Colombia | Total | 2         | 1         | 0         | —       | —       | —       | 6           | 0           | 0           | 8     | 1     | 0     |
| Sub-20 · Colombia | 2025  | 4         | 2         | 0         | —       | —       | —       | 9           | 1           | 4           | 13    | 3     | 4     |
| Sub-20 · Colombia | Total | 4         | 2         | 0         | —       | —       | —       | 9           | 1           | 4           | 13    | 3     | 4     |
| Total             | Total | 6         | 3         | 0         | 0       | 0       | 0       | 15          | 1           | 4           | 21    | 4     | 4     |

## Palmarés

### Títulos internacionales
| Título            | Equipo          | Sede       | Año  |
| ----------------- | --------------- | ---------- | ---- |
| Bonce Bolivariano | Colombia Sub-17 | Valledupar | 2022 |